# Zagnańsk (stacja kolejowa)
Zagnańsk – stacja kolejowa w Zagnańsku, w województwie świętokrzyskim, w Polsce.

## Ruch pasażerski[1]
| Rok  | Wymiana pasażerska na dobę |
| ---- | -------------------------- |
| 2017 | 50-99                      |
| 2018 | 50-99                      |
| 2019 | 50-99                      |
| 2020 | 50-99                      |
| 2021 | 50-99                      |
| 2022 | 100-149                    |
| 2023 | 100-149                    |

## Infrastruktura
Stacja obsługuje ruch towarowy oraz lokalny ruch pasażerski na odcinku Kielce – Skarżysko-Kamienna. W pobliżu dworca znajdują się pozostałości torowiska i infrastruktury dawnego węzła wąskotorowych kolei leśnych. Za stacją w kierunku Warszawy znajduje się posterunek odgałęźny Lekomin wraz z bocznicą prowadzącą do kamieniołomu Wiśniówka (Eurovia Kruszywa), z którego ładowane są kruszywa piaskowo-żwirowe jak i kruszywa ze skał litych: bazaltu, granitu oraz kwarcytu.

## Połączenia
- Kielce Główne
- Sędziszów
- Skarżysko-Kamienna